# Alfter
Alfter er en by i Tyskland i delstaten Nordrhein-Westfalen med cirka 22.000 indbyggere. Den ligger i kreisen Rhein-Sieg-Kreis, cirka 6 km vest for Bonn.